# 王保奭
王保奭，江蘇省松江府南匯縣人，清朝政治人物、進士出身。
光緒十六年（1890年），参加光緒庚寅科殿試，登進士二甲89名。同年五月，著主事，分部学习。